# Liste des pseudonymes utilisés par Arsène Lupin
Cette page présente la liste des pseudonymes utilisés par Arsène Lupin tout au long de sa carrière de cambrioleur dans les œuvres de fiction de Maurice Leblanc.

## Généralités
Les années mentionnées ci-après sont données à titre indicatif. Elles proviennent de La Vie criminelle d’Arsène Lupin de 1874 à 1912, biographie rédigée par Francis Lacassin dans le tome 3 de l’intégrale Arsène Lupin, publiée en 1986 dans la collection « Bouquins » des éditions Robert Laffont. Cette biographie est contestée par André-François Ruaud, qui a publié à quatre reprises une chronologie différente du gentleman-cambrioleur (cf. Arsène Lupin, une vie, Les Moutons électriques, 2011).
Les noms d'emprunt sont listés ici. Si vous vous apprêtez à lire une œuvre mettant en scène Arsène Lupin, la découverte sur cette page du pseudonyme utilisé peut vous en gâcher la lecture.

## Liste des pseudonymes
- Raoul d’Andrésy : son deuxième prénom avec le nom de jeune fille de sa mère, Henriette d’Andrésy ; le jeune Lupin (six ans) est ainsi appelé probablement à partir du moment où celle-ci reprend ce nom à partir de 1880, lorsqu’elle se sépare de son mari indigne et se fait passer pour veuve. Source : La Comtesse de Cagliostro (Arsène Lupin a vingt ans). Il prend le titre de  Vicomte Raoul d’Andrésy lors de son mariage avec Clarisse d’Étigues en juillet 1894. C’est à cette époque que Lupin efface toute trace de ses origines dans les registres d’état civil de la ville de Blois et remplace Lupin par Floriani, un nom dont il se servira plus tard. Par la suite, l’administration, sûre de sa disparition, ajoutera, en mars 1913, sur le registre des décès la mention : décédé « sous le nom d’Arsène Lupin ». Source : La Comtesse de Cagliostro (Épilogue) et Les Dents du tigre (Le collier de fer).
- Rostat : nom de 1884 quand il travailla comme apprenti du prestidigitateur Dickson (il dit avoir aussi travaillé six mois avec un autre prestidigitateur nommé Pickmann). Source : Arsène Lupin, gentleman-cambrioleur (L’Évasion d’Arsène Lupin ; [Cf : l’acte d’accusation]) et Les Confidences d'Arsène Lupin (L’Anneau nuptial).
- Maxime Bermond : nom d’entrepreneur pris pour aménager, de 1895 à 1905, quinze immeubles de la capitale pour faciliter les vols de tableau. Source : Arsène Lupin contre Herlock Sholmès (La Dame blonde).
- Bernard d’Andrésy ; identité volée à son cousin Bernard décédé en Macédoine en 1898 (mention révélée par l’inspecteur Ganimard). Il porte le titre de Comte Bernard d’Andrésy en 1900 quand il se trouve dans l'extrême sud algérien. Il réutilise l'identité de son cousin en août 1902 quand il embarque à bord de La Provence et que la radio y révèle sa présence. Mais Lupin y est recherché par Ganimard sous le nom de R… (nom peut-être volé à un passager réel : Rivolta, Rozaine… ?). Source : Arsène Lupin, gentleman-cambrioleur (L’Arrestation d’Arsène Lupin ; L’Évasion d’Arsène Lupin).
- Jean Daspry : c’est sous ce nom qu’en 1899, il fait la connaissance de son biographe, Maurice Leblanc. On apprend peu après que ce Daspry est officiellement tué en décembre de la même année sur la frontière du Maroc. Source : Arsène Lupin, gentleman-cambrioleur (Le Sept de cœur).
- Horace Velmont: membre du Cercle de la rue Royale : identité adoptée en 1898 dans Les Confidences d’Arsène Lupin (L’Anneau nuptial). Il se présente encore sous ce nom mais, cette fois, comme artiste-peintre, fin avril 1903, au casino de Dieppe et, en juillet 1903, en séjour au château de Thibermesnil. Source : Arsène Lupin, gentleman-cambrioleur (Herlock Sholmès arrive trop tard). Enfin, en mai 1924, on le retrouve en Horace Velmont tout au long de l’aventure Les Milliards d'Arsène Lupin (dans ce récit, Lupin ajoute par dérision : « archiduc d'Auteuil-Longchamp ».
- Désiré Baudru : identité subtilisée à un clochard. Lors du procès, du cambrioleur, en décembre 1902, Arsène Lupin ayant fait des modifications sur son visage grâce à des compétences acquises des années auparavant fait croire ainsi a Ganimard que ce n’est pas lui et le détenu sera finalement relâché. Mais il sera l’objet d’une longue filature à la fin de laquelle Lupin avoue à Ganimard que c’est pourtant bien lui et non Baudru. Source : Arsène Lupin, gentleman-cambrioleur (L’Évasion d’Arsène Lupin).
- Chevalier Floriani : nom adopté, au printemps 1903, sous lequel il fait la connaissance à Palerme, en Sicile, du comte de Dreux-Soubise auquel il rendra visite sous le même nom à son retour, fin avril, en France. Auparavant, il passe par Rome et rend visite à des personnes du Vatican. Source : Arsène Lupin, gentleman-cambrioleur (Le Collier de la reine).
- Capitaine Janniot : nom utilisé alors qu'il revient d’Italie le 14 avril 1903, dans un train qui déraille près de Dijon. Il secourt des blessés. Source : Les Confidences d'Arsène Lupin (Le Signe de l’ombre).
- Guillaume Berlat : nom utilisé quand Lupin, condamné par contumace, prend le train pour Rouen, le 16 avril 1903. Source : Arsène Lupin, gentleman-cambrioleur (Le Mystérieux Voyageur).
- Colonel Beauvel : identité utilisée par Lupin pour commander à la deuxième compagnie du quatrième bataillon d’infanterie de transporter dans ses fourgons toutes les œuvres d'art qu'il vient de dérober au château de Thibermesnil mais qu’il a promis à Nelly Underdown de rapporter le lendemain pour 15 heures. Source : Arsène Lupin, gentleman-cambrioleur (Herlock Sholmès arrive trop tard).
- Jacques de Charmerace: duc explorateur : sosie parfait de Lupin, parti depuis près de sept ans pour une expédition au pôle Sud. Les deux hommes y font connaissance mais, six mois plus tard, le duc meurt en août 1903, dans son habitation No 34 bis rue de l'Université[1], malgré les soins de Lupin. De retour en France, en juillet 1904, Lupin se fait passer pour le duc et trompe même sa fiancée… Source : Arsène Lupin (acte IV scène 3 ; acte I scène 1).
- M. Lenormand: commissaire du gouvernement français en Cochinchine (alors âgé de 53 ans) : Lupin fait sa connaissance en août 1903 à Saïgon, et, de retour en France, en juin 1905, il se substitue au personnage. En octobre 1906, toujours sous cette identité, il sera sous-chef puis chef de la Sûreté jusqu’en 1912. Puis il sera découvert par la police comme étant Arsène Lupin et, une fois de plus, mis en prison. Source : 813 (La Double Vie d’Arsène Lupin).
- Barbareux: directeur d’une agence de renseignements confidentiels : sous ce nom, Lupin entre en relation avec le diamantaire Rudolph Kesselbach, arrivé à Paris, alors que ce dernier recherche secrètement un homme mystérieux disparu, nommé Pierre Leduc. Source : 813 (La Double Vie d’Arsène Lupin [Le Massacre]).
- Le Colonel : nom lié au précédent et sous lequel Lupin-Barbareux prend un rendez-vous téléphonique avec Kesselbach et s’introduit chez lui. Il lui révélera d’ailleurs son identité de gentleman-cambrioleur en lui laissant une carte de visite. Source : 813 (La Double Vie d’Arsène Lupin [Le massacre]).
- Michel Beaumont: collectionneur : nom utilisé en 1904-1905 pour échapper pendant six mois à l’acharnement du député Daubrecq. Source : Le Bouchon de cristal.
- M. Nicole: professeur libre, licencié ès lettres : nom qui alterne avec le précédent pendant la même période. Source : Le Bouchon de cristal.
- Colonel Sparmiento: riche Brésilien occupant un hôtel rue de la Faisanderie (angle rue Dufrenoy) dont Lupin prend l’identité en mars 1905 : ce colonel se suicide mais Ganimard découvre qu’il s’agit d’une escroquerie à l’assurance, avec substitution de cadavre. Source : Les Confidences d’Arsène Lupin (Édith au cou de cygne).
- M. Delangle: inspecteur de la Sûreté : ce personnage de substitution met en confiance Nicolas Dugrival à qui il vient de rapporter une montre en or volée sur lui, puis profite de la cohue pour lui subtiliser en retour un portefeuille de cinquante mille francs gagnés aux courses. Lupin, qui a protesté, par dépêche, de l'accusation de ce vol, admet pourtant cette identité lors de son interrogatoire forcé par la veuve Dugrival. Source : Les Confidences d'Arsène Lupin (Le Piège infernal).
- Jacques d’Emboise: colon français en Algérie et cousin d’Angélique de Sarzeau-Vendôme, princesse de Bourbon-Condé : début 1900, il y fait la connaissance de Lupin qu’il héberge chez lui ; ce dernier le fera enlever et séquestrer début mars 1905 pour se substituer à lui et, trois mois plus tard, épouser sa cousine à sa place, tentant ainsi de récupérer une dot de onze millions. Source : Les Confidences d’Arsène Lupin (Le Mariage d’Arsène Lupin).
- Jean Dubreuil: « ancien ministre » : nom pris par Lupin, fin novembre 1905, pour occuper un appartement rue de Surène ; Lupin révèle cette identité d'emprunt à l'inspecteur Ganimard après l'avoir attiré par un stratagème. Source : Les Confidences d’Arsène Lupin (L’Écharpe de soie rouge).
- Paul Daubreuil : identité sous laquelle Lupin se présente successivement devant Jeanne Darcieux et devant le docteur Guéroult. Source : Les Confidences d'Arsène Lupin (La Mort qui rôde).
- Félix Davey : nom sous lequel Lupin, aux environs de juin 1906, est domicilié au 8 rue Crevaux, « entre l'avenue du Bois de Boulogne et l'avenue Bugeaud » (la première avenue est aujourd'hui l'avenue Foch). Il va, avec la complicité d'un certain Dubreuil, déménager « cinquante-cinq pièces de six appartements » qui constituaient pour ainsi dire son patrimoine. Avant de partir, il écrit en capitales sur le papier peint de la salle à manger du 4e étage où il vivait : « Ici habita, durant cinq années, au début du XXe siècle, Arsène Lupin, gentilhomme-cambrioleur. » Source : Arsène Lupin contre Herlock Sholmès (La Dame blonde [La seconde arrestation d'Arsène Lupin]).
- Étienne de Vaudreix: homme d’affaires, grand voyageur et chasseur : cette identité est prise en avril 1907 lors de la location d’un appartement parisien au 36 rue Marbeuf, mais révélée par Isidore Beautrelet dans une lettre à Ganimard. Source : L'Aiguille creuse (Isidore Beautrelet, élève de rhétorique).
- Baron Anfredi : nom d’août 1908, désignant Lupin comme locataire du château de l’Aiguille dans la Creuse[2].
- Louis Valméras : nom utilisé en août 1908, le désignant encore comme propriétaire du château de l’Aiguille, domicilié au 34 rue du Mont-Thabor, et sous lequel, le 1er octobre, Lupin contracte un troisième mariage en épousant Raymonde de Saint-Véran[2],[1].
- Baron Raoul de Limézy: explorateur de retour du Tibet et d’Asie centrale : nom et titre pris en 1909 dans l'aventure La Demoiselle aux yeux verts. Cependant, ses initiales « HV », Horace Velmont, restent inchangées dans son chapeau (I - ...et l'Anglaise aux yeux bleus). Si Lupin loue, sous ce nom, une chambre au Bellevue de Monte-Carlo, contiguë à la suite de Lord Bakefield, afin d'épier ce dernier (V - Le terre-neuve) et si son « biographe », tout au long du récit, le désigne également comme baron Raoul de Limézy ou plus souvent par son simple prénom Raoul, le commissaire Marescal l'a identifié sous l'orthographe « baron Raoul de Limésy » (VIII - Manœuvre et dispositif de campagne).
- Sauvinoux : auxiliaire de police fictif nommé auprès du commissaire Marescal par son ministre de tutelle (non sans l'entremise de son épouse...) et qui cachera un temps l'identité de Lupin pour lui permettre de protéger Aurélie (La Demoiselle aux yeux verts : X - Des mots qui valent des actes). C'est entre-temps un sosie qui l'a remplacé au moment de son arrestation et de sa mise au Dépôt.
- Prince Paul Sernine: membre éminent de la colonie russe de Paris : anagramme d’Arsène Lupin ; jeu de mots dénoncé par une lettre du mystérieux « L.M » à M. Weber, sous-chef de la Sûreté. Sous cette identité, Lupin aménage un rez-de-chaussée, à l’angle du boulevard Haussmann et de la rue de Courcelles, qu’il habitera de 1910 à 1912. Source : 813 (La double vie d’Arsène Lupin [Le prince Sernine à l’ouvrage]).
- Prince Serge Rénine : nom adopté dans le même temps que celui de Sernine, puisque ces deux princes sont domiciliés à la même adresse, sans raison connue, sinon qu’à la différence de ce dernier, Rénine courtise Hortense Daniel tandis que l’autre s’empresse auprès de Dolorès Kesselbach. Cette identité n’est utilisée que dans les nouvelles : Les Huit Coups de l'horloge (Cf : La Dame à la hache).
- André Beauny : nom inscrit sur une carte de visite de Lupin qui se présente au domicile de Dolorès Kesselbach, réfugiée rue des Vignes à Passy et qui ne le reconnaîtra pas immédiatement. Source : 813 (La double vie d’Arsène Lupin [Les sept bandits]).
- Docteur Geradec: nom emprunté à un docteur vendeur de faux passeports et utilisé pour faire suicider Siméon Diodokis qui n’est autre qu’Essares Bey. Source: Le triangle d’or ( La victoire d’Arsène Lupin [Le docteur Geradec])
- Don Luis Perenna: (autre anagramme d’Arsène Lupin), Péruvien et « Grand d’Espagne », descendant d’une famille espagnole immigrée en France vers 1880 : identité fabriquée pour Lupin par Juan Cacérès, un attaché d’ambassade péruvien à Paris (lequel finira par le dénoncer). Source : Les Dents du Tigre (I - Don Luis Perenna : [D'Artagnan, Porthos et Monte-Christo]). Identité importante sous laquelle Lupin va servir la France à travers le monde de 1912 à 1919. Source : Les Dents du Tigre. Ce personnage de substitution se retrouve épisodiquement dans Le Triangle d'or, L'Île aux trente cercueils et La Femme aux deux sourires ; dans ce dernier il se decrit comme "sujet portugais, d'origine française".
- M. Lecoq : nom utilisé par Luis Perenna-Lupin pour louer, début juin 1919, sur le conseil du brigadier Mazeroux, un meublé rue de Rivoli, afin d’échapper aux harcèlements médiatiques. Source : Les Dents du Tigre (I - Don Luis Perenna [Le rideau de fer]).
- Jim Barnett: détective privé : nom utilisé en 1920-1921, essentiellement dans les nouvelles de L'Agence Barnett et Cie.
- Baron Laureins : nom utilisé en mars 1920 pour tendre un piège aux cambrioleurs d'Olga Vaubant, ex-épouse de l'inspecteur Béchoux. Sous cette identité, Lupin lui apporte un coffret d’argenterie. Source : L'Agence Barnett et Cie (Gants blancs… guêtres blanches…).
- Sylvestre: valet de chambre du général Desroques : emploi et déguisement occasionnels (gros ventre et tournure de notaire de province) pris par Barnett-Lupin, avec la complicité du général, afin d'espionner Béchoux et retrouver le gardien de la paix Rimbourg. Source : L'Agence Barnett et Cie (Béchoux arrête Jim Barnett).
- Raoul d’Avenac : identité utilisée en 1923 pour l’aventure de La Barre-y-va.
- Baron Jean d'Enneris : identité prise dès 1921 pour Le Cabochon d'émeraude et La Demeure mystérieuse.
- M. Raoul : de juin à octobre 1925, Lupin n’est nommé que sous ce seul prénom dans La Femme aux deux sourires.
- Victor Hautin, fonctionnaire de police en mission à Madagascar et rappelé, à cause de ses frasques, en métropole ; mais entre-temps, il décède subitement en octobre 1925. Lupin lui prend son identité et va occuper le poste d’inspecteur de la Sûreté que le disparu venait de demander. Source : Victor de la Brigade mondaine (Prologue).
- Marcos Avisto: sujet péruvien de 62 ans : identité prise par Victor Hautin-Lupin en janvier 1926 pour s’installer discrètement à l’hôtel Cambridge et y surveiller la princesse russe Alexandra Basileïef. Source : Victor de la Brigade mondaine (Arrestations).
- Raoul d’Enneris : nom utilisé par Lupin durant l'année 1927. Source : Les Confidences d'Arsène Lupin (Le Piège infernal).
- Raoul d’Averny : c’est sous ce dernier nom que Lupin agit durant toute l’année 1927 dans La Cagliostro se venge et qu’il fera un tour du monde dont il ne reviendra qu’en décembre 1928 pour s’installer sur la Côte d’Azur, au domaine d’Aspremont. Madame Dugrival, connaissant l'existence des quatre comptes bancaires ouverts au nom des « quatre Raoul » : Raoul de Limésy, Raoul d’Avenac, Raoul d’Enneris et Raoul d’Averny, tente d'extorquer à Lupin une somme de dix mille francs sur chacun d'eux.
- Capitaine André de Savery : nom d’emprunt d’Arsène Lupin tout au long de l’histoire Le Dernier Amour d'Arsène Lupin. Il y reçoit également un sobriquet, « capitaine Cocorico », que lui ont donné les enfants de la « Zone ». L’auteur fait commencer l’histoire en 1921 et donne au héros l’âge de quarante ans. Ces informations sont donc impossibles à rattacher à la biographie déjà établie, puisque Lupin est né en 1874 et qu’en 1921, il vient de quitter l’agence Barnett pour suivre l’histoire de la « demeure mystérieuse » sous le nom d'Enneris.
- Paule Sinner  : Anagramme d'Arsène Lupin qu'il utilise pour signer un document américain dans Les Milliards d'Arsène Lupin.
- Armand de Linaris : alias de Lupin dans l'épisode télévisé no 3 de la saison 2 : le mystère de Gesvres.
- Grimaudan : Ex-inspecteur de la Sûreté, nom d'emprunt d'Arsène Lupin où il se fait passer pour un ex-agent de la Sûreté pour récupérer la perle noire dérobée par Victor Danègre, l'assassin et l'ex-domestique qui a tué et volé la comtesse d'Andillot Source : Arsène Lupin, gentleman-cambrioleur (chp :La perle noire).